# 2024 en science-fiction
| Années de la science-fiction : 2021 - 2022 - 2023 - 2024 - 2025 - 2026 - 2027    |
| Décennies de la science-fiction : 1990 - 2000 - 2010 - 2020 - 2030 - 2040 - 2050 |

L'année 2024 est marquée, en matière de science-fiction, par les événements suivants.

## Naissances et décès

### Décès
- 1 janvier : David J. Skal, écrivain américain, né en 1952, mort à 71 ans.
- 4 janvier, Fred Chappell, écrivain américain, né en 1936, mort à 87 ans.
- 10 janvier : Terry Bisson, écrivain américain, né en 1942, mort à 81 ans.
- 14 janvier : Tom Purdom, écrivain américain, né en 1936, mort à 87 ans.
- 14 janvier : Howard Waldrop, écrivain américain, né en 1946, mort à 77 ans.
- 2 février : Christopher Priest, écrivain britannique, né en 1943, mort à 80 ans.
- 24 février : Brian Stableford, écrivain britannique, né en 1948, mort à 75 ans.
- 20 mars : Vernor Vinge, écrivain américain, né en 1944, mort à 79 ans.
- 4 avril : R. F. Lucchetti, écrivain brésilien, né en 1930, mort à 94 ans.
- 23 mai : John Maddox Roberts, écrivain américain, né en 1947, mort à 76 ans.
- 18 décembre : John Marsden, écrivain australien, né en 1950, mort à 74 ans.
- 19 décembre : Barry N. Malzberg, écrivain américain, né en 1939, mort à 85 ans.
- 20 décembre : George Zebrowski, écrivain américain, né en 1945, mort à 78 ans.

## Événements
- Création de la catégorie de la meilleure fiction plus courte du prix British Science Fiction (le prix 2023 sera décerné en 2024).

## Prix

### Prix Hugo
- Roman : La Gloire à tout prix (Some Desperate Glory) par Emily Tesh
- Roman court : Thornhedge par T. Kingfisher
- Nouvelle longue : The Year Without Sunshine par Naomi Kritzer (en)
- Nouvelle courte : Better Living Through Algorithms par Naomi Kritzer (en)
- Série littéraire : Les Chroniques du Radch (Imperial Radch) par Ann Leckie
- Livre non-fictif ou apparenté : A City on Mars par Kelly Weinersmith et Zach Weinersmith
- Histoire graphique : Saga : Tome 11 (Volume Eleven), écrit par Brian K. Vaughan, dessiné par Fiona Staples
- Présentation dramatique (format long) : Donjons et Dragons : L'Honneur des voleurs (Dungeons & Dragons: Honor Among Thieves), film écrit et réalisé par John Francis Daley et Jonathan Goldstein
- Présentation dramatique (format court) : The Last of Us : Longtemps… (Long, Long Time), épisode écrit par Craig Mazin, réalisé par Peter Hoar (en)
- Éditeur de nouvelles : Neil Clarke (en)
- Éditeur de romans : Ruoxi Chen
- Artiste professionnel : Rovina Cai
- Magazine semi-professionnel : Strange Horizons, édité par le collectif éditorial de Strange Horizons
- Magazine amateur : Nerds of a feather, flock together, édité par Roseanna Pendlebury, Arturo Serrano, Paul Weimer, Joe Sherry, Adri Joy, G. Brown et Vance Kotrla
- Podcast amateur : Octothorpe par John Coxon, Alison Scott et Liz Batty
- Écrivain amateur : Paul Weimer
- Artiste amateur : Laya Rose
- Prix Lodestar du meilleur livre pour jeunes adultes : To Shape a Dragon’s Breath par Moniquill Blackgoose
- Prix Astounding : Xiran Jay Zhao
- Jeu vidéo ou jeu interactif : Baldur's Gate III, développé et publié par Larian Studios

### Prix Nebula
- Roman : Someone You Can Build a Nest In par John Wiswell (en)
- Roman court : The Dragonfly Gambit par A. D. Sui
- Nouvelle longue : Negative Scholarship on the Fifth State of Being par A. W. Prihandita
- Nouvelle courte : Why Don’t We Just Kill the Kid in the Omelas Hole par Isabel J. Kim (en)
- Scénario pour un jeu : A Death In Hyperspacea par une équipe d'écrivains dirigée par Stewart Baker
- Prix Andre-Norton : The Young Necromancer’s Guide to Ghosts par Vanessa Ricci-Thode
- Prix Ray-Bradbury : Dune, deuxième partie par Denis Villeneuve (metteur en scène et scénariste) et Jon Spaihts (scénariste)
- Prix Solstice : Eugen Bacon (en)
- Prix du service pour la SFWA : C. J. Lavigne
- Grand maître : Nicola Griffith

### Prix Locus
- Roman de science-fiction : Effondrement système (System Collapse) par Martha Wells
- Roman de fantasy : Roi Sorcier (Witch King) par Martha Wells
- Roman d'horreur : A House with Good Bones par T. Kingfisher
- Roman pour jeunes adultes : Promises Stronger Than Darkness par Charlie Jane Anders
- Premier roman : Les Portes de Lumière (The Saint of Bright Doors) par Vajra Chandrasekera
- Roman court : Thornhedge par T. Kingfisher
- Nouvelle longue : The Rainbow Bank par Uchechukwu Nwaka
- Nouvelle courte : How to Raise a Kraken in Your Bathtub par P. Djèlí Clark
- Recueil de nouvelles : White Cat, Black Dog par Kelly Link
- Anthologie : Out There Screaming par Jordan Peele et John Joseph Adams, éds.
- Livre non-fictif : Space Crone par Ursula K. Le Guin
- Livre d'art : The Culture: The Drawings par Iain M. Banks
- Éditeur : Neil Clarke (en)
- Magazine : Uncanny (en)
- Maison d'édition : Tor Books
- Artiste : John Picacio (en)
- Prix spécial (favorisation de l'excellence dans la carrière professionnelle) : Jeanne Cavelos et l'Odyssey Writing Workshop (en)

### Prix British Science Fiction
- Roman : Three Eight One par Aliya Whiteley (en)
- Fiction plus courte : Saturation Point par Adrian Tchaikovsky
- Fiction courte : Why Don’t We Just Kill the Kid in the Omelas Hole par Isabel J. Kim (en)

### Prix Arthur-C.-Clarke
- Lauréat : Ascension (In Ascension) par Martin MacInnes (en)

### Prix Sidewise
- Format long :
- Format court :

### Prix E. E. Smith Memorial
- Lauréat : Ellen Kushner et Delia Sherman

### Prix Theodore-Sturgeon
- Lauréat : Tantie Merle and the Farmhand 4200 par R. S. A. Garcia (en)

### Prix Lambda Literary
- Fiction spéculative : I Keep My Exoskeletons to Myself par Marisa Crane

### Prix Seiun
- Roman japonais :  Graf Zeppelin The Airship of That Summer par Fumio Takano

### Grand prix de l'Imaginaire
- Roman francophone : Du thé pour les fantômes par Chris Vuklisevic
- Nouvelle francophone : Traduction vers le rose par Esmée Dubois

### Prix Kurd-Laßwitz
- Roman germanophone : Neurobiest par Aiki Mira

## Parutions littéraires

### Romans
- L'Ost céleste par Olivier Paquet, éd. L'Atalante.

## Sorties audiovisuelles

### Films
- Alien: Romulus par Fede Álvarez.
- Dune, deuxième partie par Denis Villeneuve.
- Furiosa : Une saga Mad Max par George Miller.
- La Planète des singes : Le Nouveau Royaume par Wes Ball

### Séries
- Doctor Who, troisième série, saison 1.
- Tales of the Empire
- The Acolyte.
- Skeleton Crew.
- Star Trek: Discovery, saison 5.
- Star Wars: The Bad Batch, saison 3.

## Sorties vidéoludiques
- Warhammer 40,000: Space Marine 2

## 2024 dans la fiction
- Le roman 2024 écrit par Jean Dutourd, paru en 1975, se déroule en 2024.
- Le film Apocalypse 2024 réalisé par L. Q. Jones, sorti en 1975 et adaptation de la nouvelle Un gars et son chien (A Boy and His Dog) écrite par Harlan Ellison, se déroule en 2024.